# スキップAD! いろはちゃん
『スキップAD！いろはちゃん』は、大乃元初奈による日本の4コマ漫画作品である。芳文社の漫画雑誌『まんがタイム』にて、2011年7月号から2016年1月号まで連載。単行本はまんがタイムコミックスより全4巻が刊行されている。

## 概要
TV番組制作会社に勤務している新人AD（アシスタントディレクターの略）である主人公の成田いろはと、同僚の仕事模様を描いた作品である。

## 登場人物
人物紹介については既刊単行本を参照。話数については単行本に掲載されている作品順とする。

### 主人公
成田 いろは（なりた いろは）
TV番組制作会社の新人AD。元気で明るい性格で仕事もテキパキとこなし同僚からの評判も良い。またテレビカメラを脚立にくくりつけて担ぎ上げるなど力もあるが、高いところは苦手。見習いADとして番組制作の裏方やリポーターの仕事をしているが、モデル役としてテレビ番組に出演したこともある（第13話）。

### いろはの同僚
高野（こうや）
いろはが所属する高野班のディレクター。朝のテレビ番組で火・水・金にコーナーを持っている。いろはに対してはやや厳しい態度で接しているが、面倒見は良い。
生駒 照明（いこま てるあき）
高野班の照明係。性格はやや軽めだが、周りのことをよく見ている。あだ名は学生時代から「ショーメイ」と呼ばれている。高野とは高校と大学の同期生。
三熊（みくま）
高野班のカメラ係。あだ名は「クマ」。背は高野やショーメイより頭一つ高いが、性格は温和で力持ち。

### 葛城班
葛城 和泉（かつらぎ いづみ）
葛城班のディレクター。第3話で初登場、高野と同じ朝の番組で月曜日・木曜日・土曜日にコーナーを持っている。高野やショーメイとは大学の同期、入社も同期で腐れ縁的関係。そして高野本人が嫌がるとの理由でいつも「こうや」ではなく「たかの」と呼んでいる。
愛宕（あたご）
葛城班のAD。第6話で初登場、葛城が不在の時でも的確な指示を行うなど非常に有能。上司である葛城に対しては色々残念な人だと思っており、やや冷淡な態度をとることもある。身長に対して胸が大きく、ややバランスが悪い。三熊と同期。

### その他の人々
白ヶ谷 湖南（しらがたに こな）
「白ヶ谷ココナ」という芸名で活躍中の新人アイドル。第12話から登場、女性に人気が高いお好み焼き屋の娘で短大の1年生。姉（珠子：たまこ）と双子の弟（大志也：たしや）と妹（舞萌：まいも）がいるが、名前はお好み焼きの材料から由来しており、ややコンプレックスを感じている。

## 単行本
- 大乃元初奈 『スキップAD！いろはちゃん』 芳文社〈まんがタイムコミックス〉、全4巻
  1. 2012年9月6日発売（2012年9月21日第1刷発行） ISBN 978-4-8322-5113-7[4]
  2. 2013年10月7日発売（2013年10月22日第1刷発行） ISBN 978-4-8322-5232-5
  3. 2014年11月7日発売（2014年11月22日第1刷発行） ISBN 978-4-8322-5335-3
  4. 2016年2月5日発売（2016年2月20日第1刷発行） ISBN 978-4-8322-5455-8